# Monastero di Horezu
Il monastero di Horezu è un monastero fondato nel 1690 dal principe Constantin Brâncoveanu nella città rumena di Horezu, in Valacchia e terminato nel 1709. È considerato uno dei migliori esemplari di stile "Brâncovean", noto per la purezza architetturale e la ricchezza dei dettagli scolpiti, per le composizioni religiose, i ritratti ex voto e i dipinti ornamentali. Il complesso comprende la chiesa, la torre campanara, la cappella e il refettorio.
Nel 1993 l'UNESCO inserì il monastero tra i patrimoni dell'umanità.

## Storia
Probabilmente il nome del luogo deriva dalla denominazione degli uccelli rapaci tipici della zona, che si trovano nelle foreste che circondano il monastero (huhurezi). Fino al 1862 era un monastero soltanto maschile. Dopo che i monaci furono trasferiti a Bistriţa, fu abitato da 48 suore che gestiscono il complesso dove è presente anche un ospedale rurale da 50 posti letto. Costruito in stile Brâncoveanu, il monastero è stato dichiarato patrimonio dell'umanità dall'UNESCO dal 1993. Il monastero è stato restaurato più volte dal 1827 ed è un edificio storico nazionale.

## Descrizione
Situato su una collina, il complesso monastico è circondato da due fortificazioni. All'esterno, un muro più piccolo circonda l'intera tenuta del monastero con i suoi eremi. Il secondo è formato su tre lati da edifici di diversa altezza e ad est da un muro. L'ingresso del monastero è sul lato sud, attraverso un campanile, che è dotato di una massiccia porta di legno con armatura in acciaio, attrezzata. La chiesa del monastero Sfinţii Împaraţi Constantin şi Elena è nel mezzo del complesso, con pianta a croce e lunga 32 metri, alta 14 metri ed è stata costruita tra il 1693 e 1697. Nel vestibolo della chiesa ci sono alcune tombe, la maggior parte meravigliosamente decorate con marmo e provviste di una copertura scolpita per il principe Brâncoveanu, ma non adempiono al loro scopo. La grande iconostasi è scolpita in legno di tiglio e ricoperta di oro.
La cappella quadrata con una torre ottagonale, le cui finestre sono la fonte luminosa della cappella, si trova sul lato ovest di fronte all'ingresso della chiesa e fu costruita nel 1697. Gli affreschi della cappella furono dipinti dal 1705 al 1706 e sono ancora in buone condizioni. Oltre alla chiesa nel monastero furono costruite tre cappelle esterne. Ad est del monastero si trova la piccola chiesa Adormirea Maicii Domnului, fondata nel 1699 dalla principessa Maria - moglie del principe Brâncoveanu - conosciuta anche come Bolniţa, che è circondata da un piccolo muro ad anello. Si possono vedere le rovine dell'ex infermeria. Circa 500 metri a nord del monastero si trova la cappella dei Santi Apostoli (costruita nel 1698) e circa 500 metri a ovest, oltre il torrente Romani, la cappella di Santo Stefano (costruita nel 1703).

## Galleria d'immagini

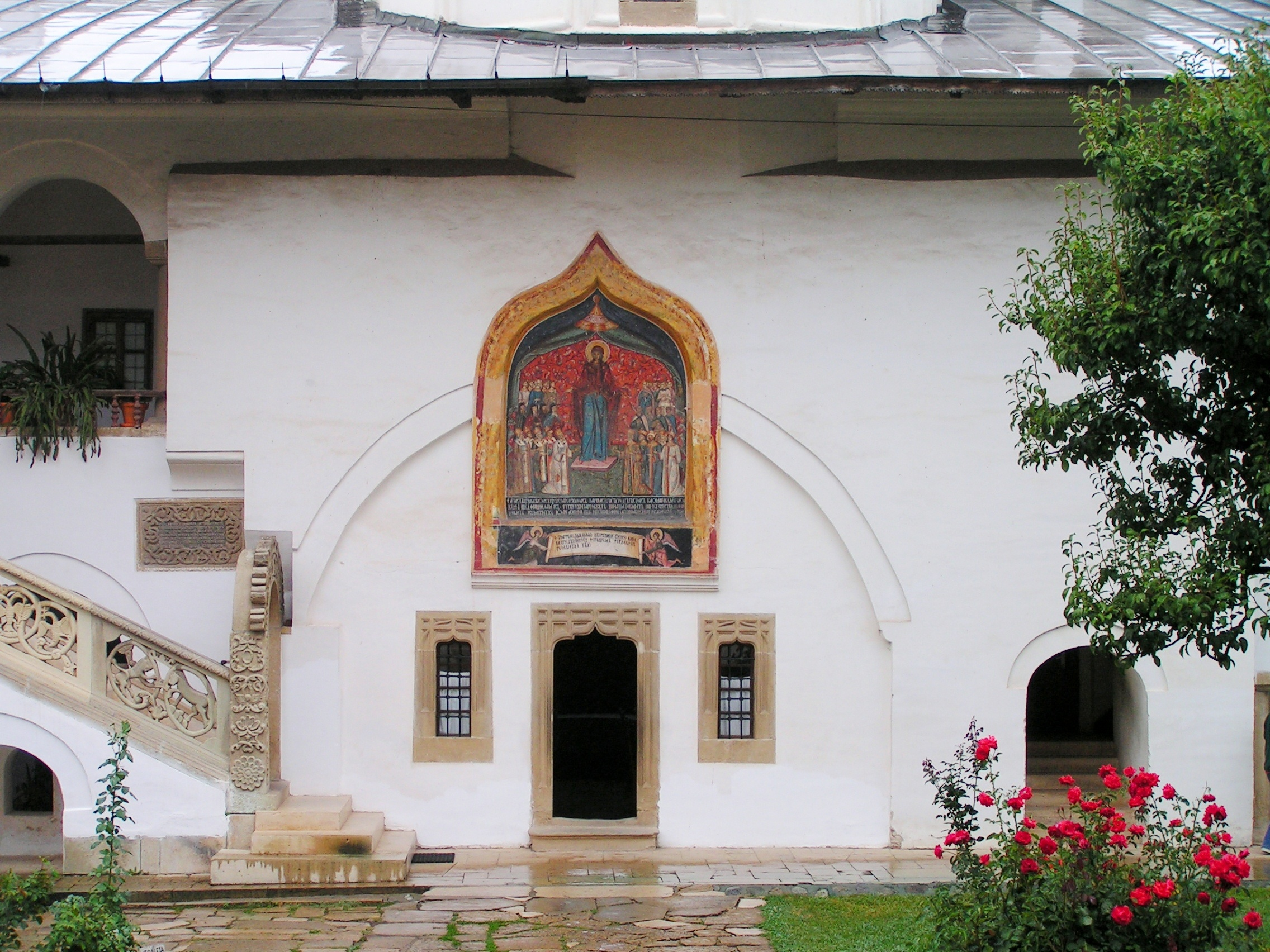
Entrata del refrettorio
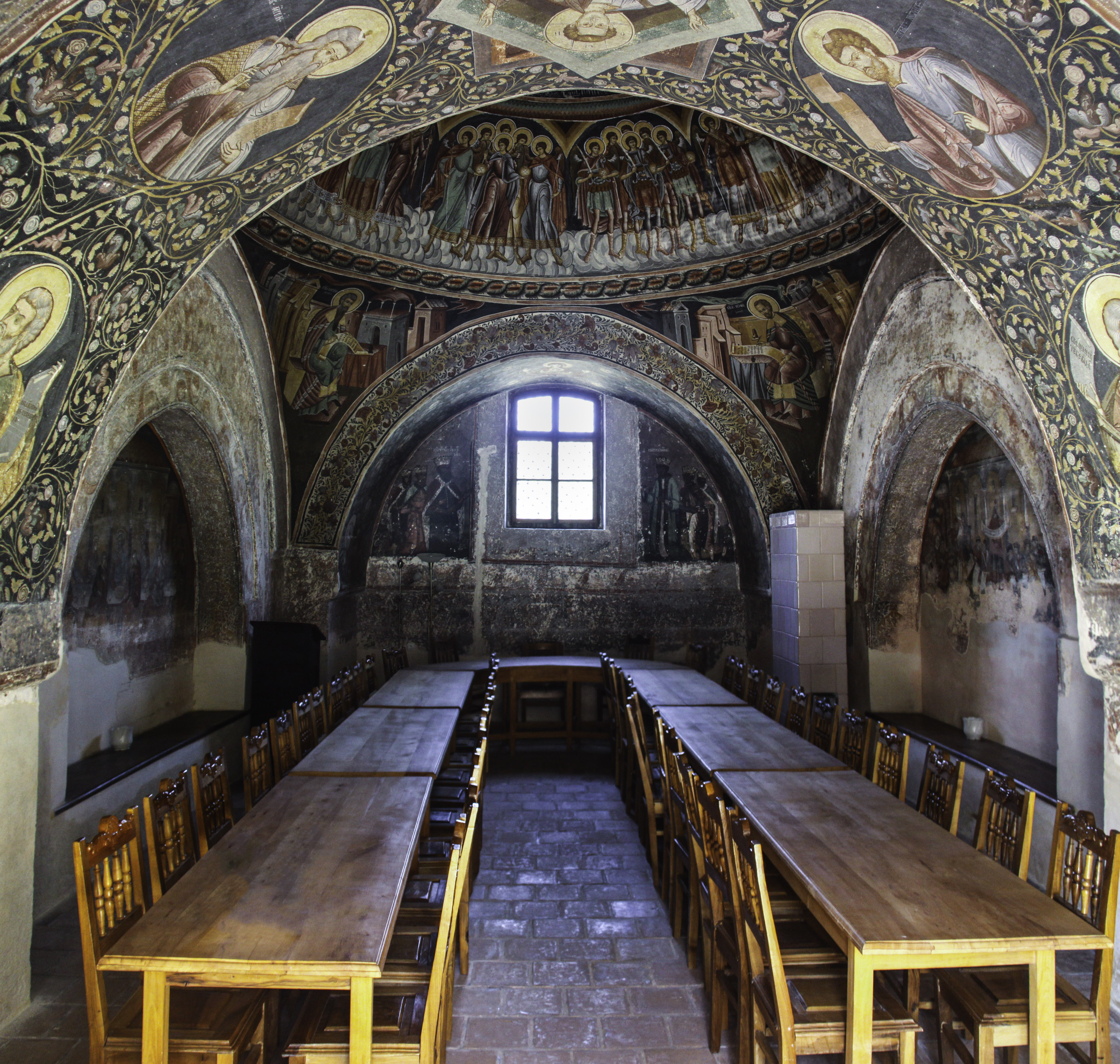
Interno del refrettorio
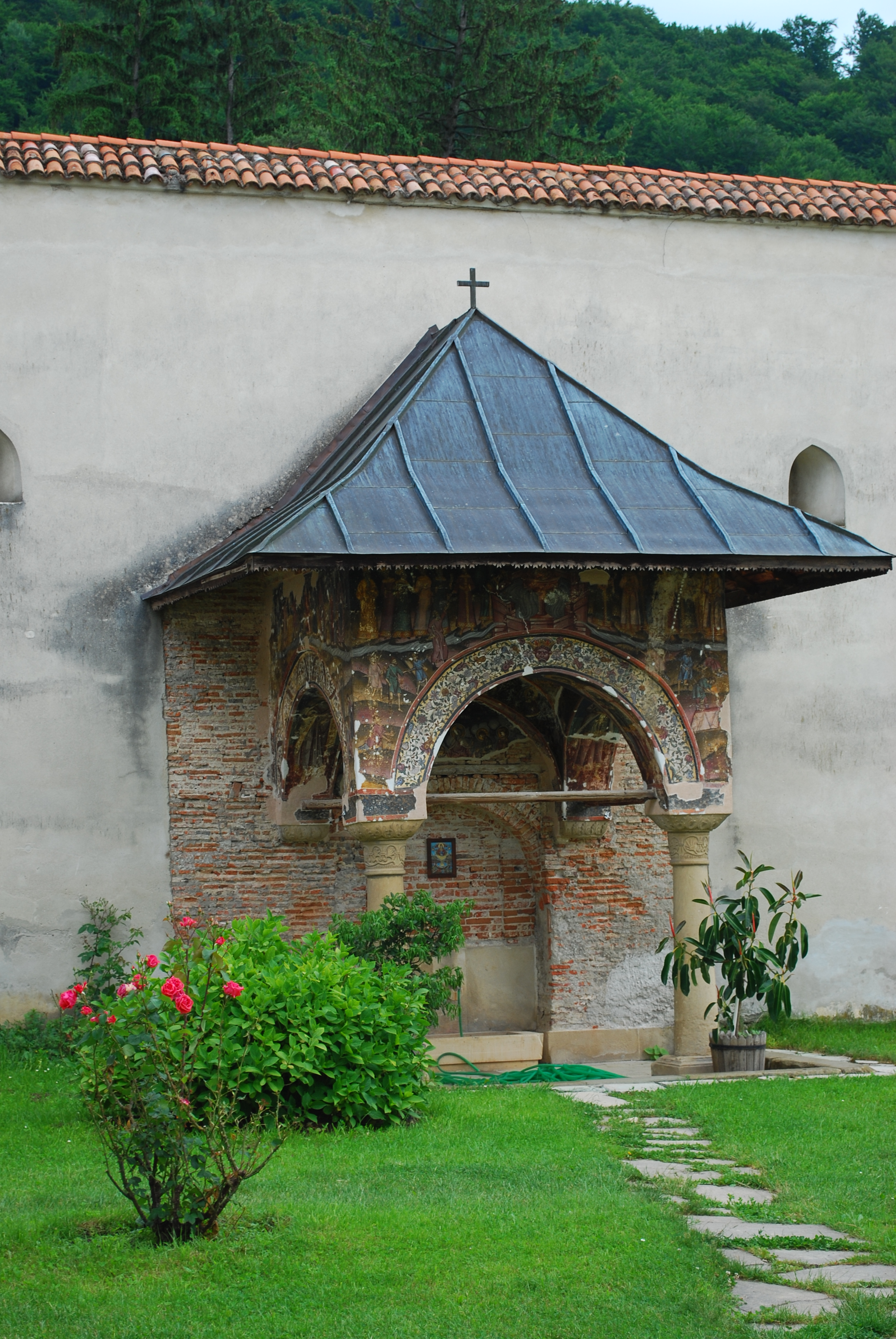
Fontana esterna
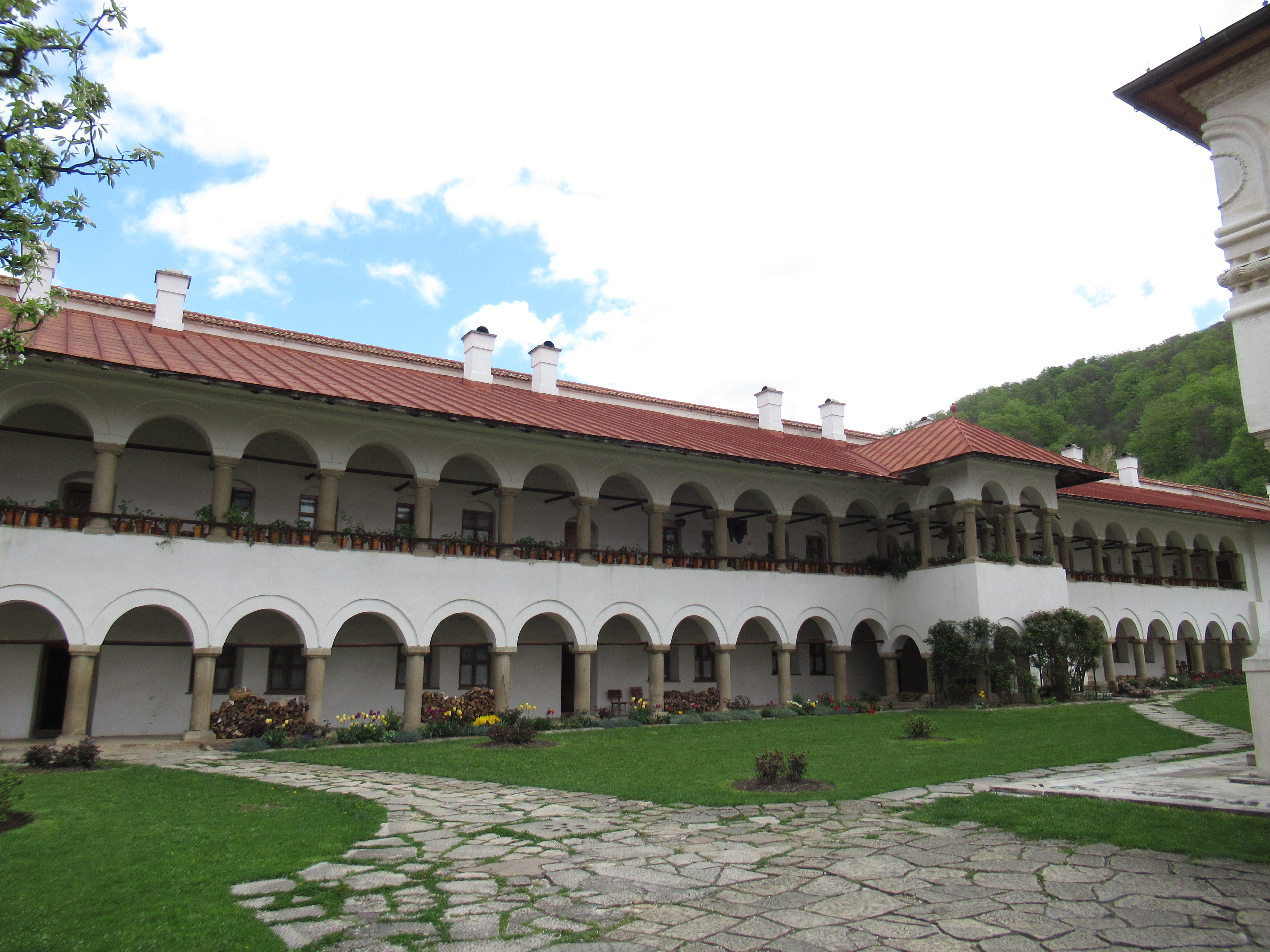
Celle
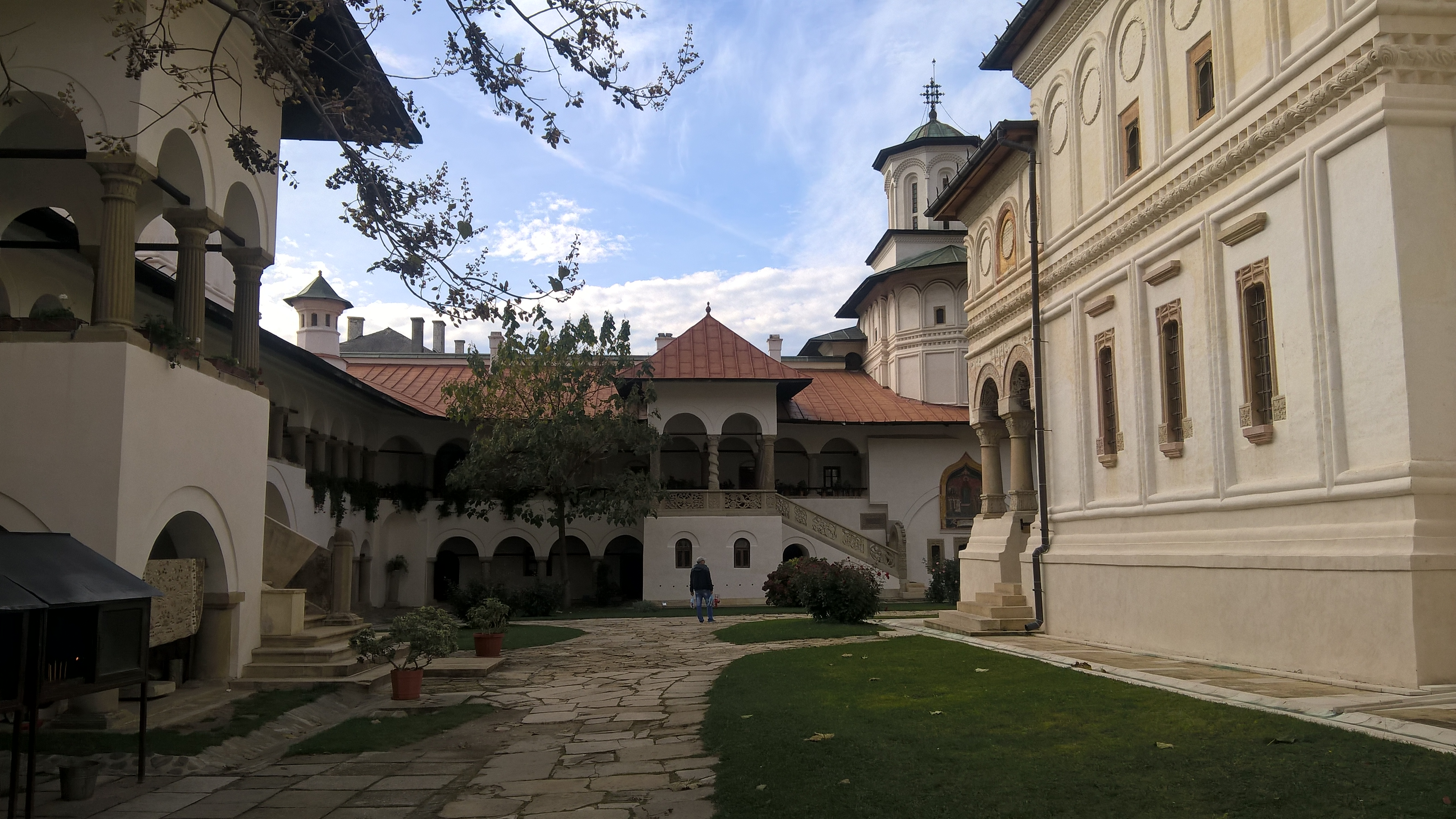
Vista generale
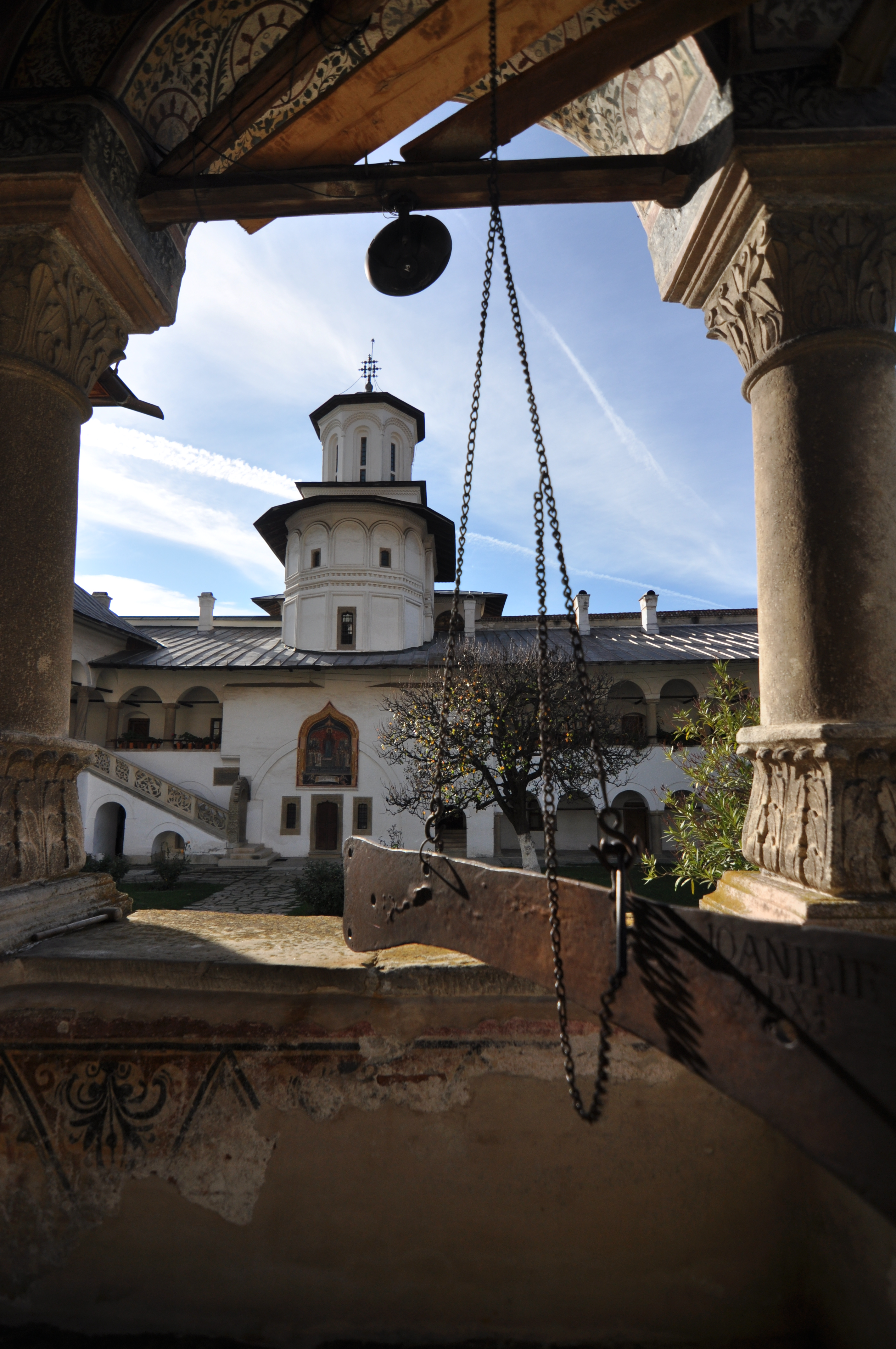
Vista della cappella
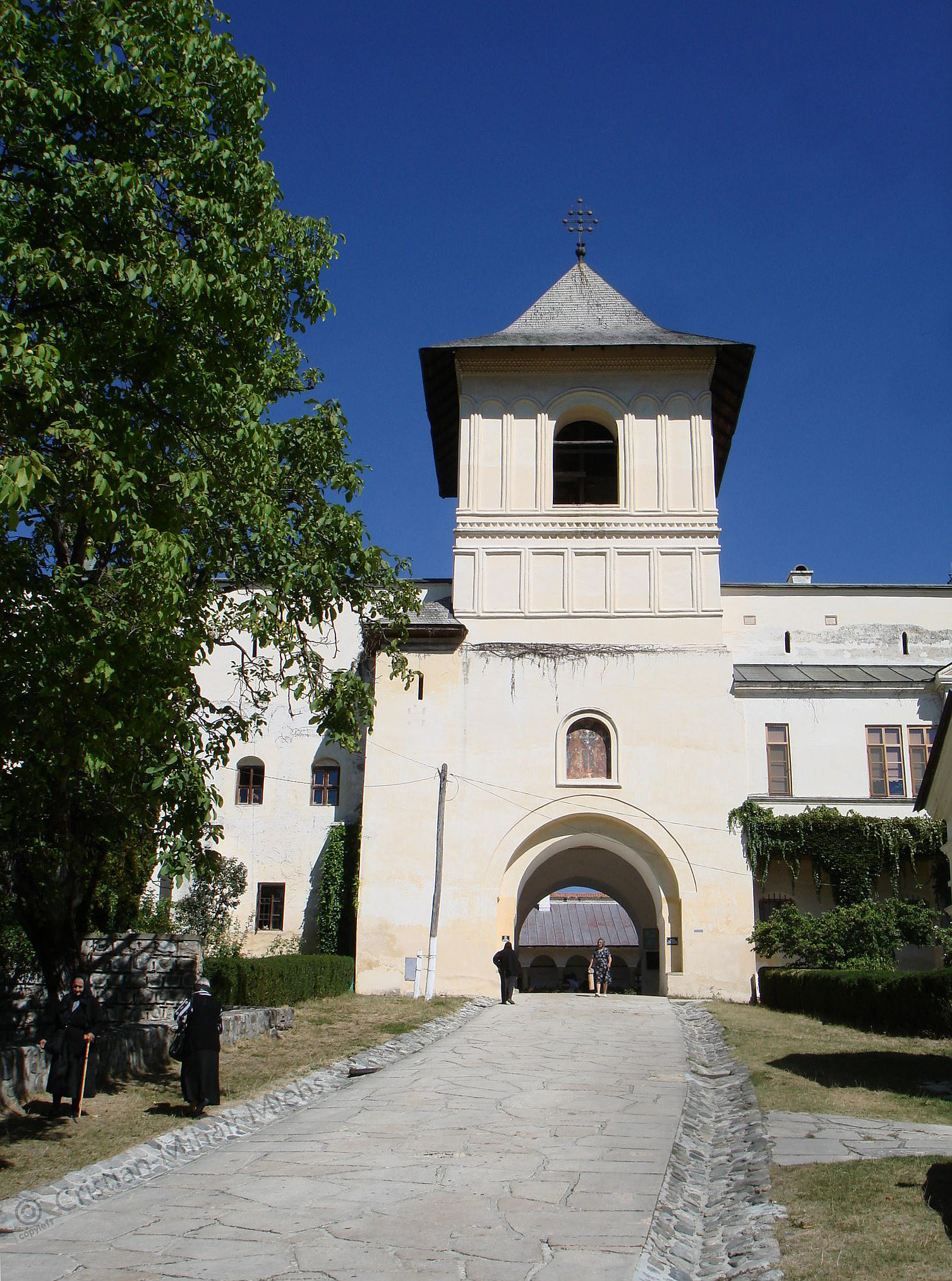
Portale di accesso